# Steve Jablonsky
Steve Jablonsky (9 oktober 1970) is een Amerikaans componist voor televisieprogramma's, films en videospellen.

## Biografie
Jablonsky heeft de soundtrack gemaakt voor The Texas Chainsaw Massacre (2003), The Island (2005), The Amityville Horror (2005), Transformers (2007), en vele anderen. Ook heeft hij muziek gemaakt voor enkele computerspellen, zoals: Gears of War 2 (2008), Gears of War 3 (2011), Command & Conquer 3: Tiberium Wars (2007) en De Sims 3 (2009). Hij is ook bekend om zijn muziek voor de televisieserie Desperate Housewives.
Jablonsky werkt bij Remote Control Productions, het bedrijf van Hans Zimmer.

## Discografie

### Films
- The Texas Chainsaw Massacre (2003)
- Steamboy (2004)
- The Amityville Horror (2005)
- The Island (2005)
- The Texas Chainsaw Massacre: The Beginning (2006)
- Transformers (2007)
- D-War (2007)
- The Hitcher (2007)
- Transformers: Revenge of the Fallen (2009)
- Friday the 13th (2009)
- A Nightmare on Elm Street (2010)
- Your Highness (2011)
- Transformers: Dark of the Moon (2011)
- Battleship (2012)
- Gangster Squad (2013)
- Pain & Gain (2013)
- Ender's Game (2013)
- Lone Survivor (2013)
- Transformers: Age of Extinction (2014)
- The Last Witch Hunter (2015)
- Keanu (2016)
- Teenage Mutant Ninja Turtles: Out of the Shadows (2016)
- Deepwater Horizon (2016)
- Transformers: The Last Knight (2017)
- Game Over, Man! (2018)
- Skyscraper (2018)
- Bloodshot (2020)
- Spenser Confidential (2020)
- Red Notice (2021)
- Borderlands (2024)

### Televisieseries
- Threat Matrix (2003)
- Desperate Housewives (2004-2012)
- The Last Ship (2014)
- You, Me and the Apocalypse (2015)
- Why Women Kill (2021)

### Computerspellen
- Metal Gear Solid 2: Sons of Liberty (2001)
- Command & Conquer 3: Tiberium Wars (2007)
- Transformers: The Game (2007)
- Command & Conquer 3: Kane's Wrath (2008)
- Gears of War 2 (2008)
- De Sims 3 (2009)[1]
- Transformers: Revenge of the Fallen (2009)
- Prince of Persia: The Forgotten Sands (2010)
- Gears of War 3 (2011)
- Gears of War: Judgment (2013)